# Антипино (Грязовецкий район)
Антипино — деревня в Грязовецком районе Вологодской области на реке Елховка.
Входит в состав Вохтожского муниципального образования, с точки зрения административно-территориального деления — в Вохтогский сельсовет.
Расстояние по автодороге до районного центра Грязовца — 64 км, до центра муниципального образования Вохтоги — 7,5 км. Ближайшие населённые пункты — Елховка, Вохтога, Ваганово.
По переписи 2002 года население — 5 человек.